# تیبولوس

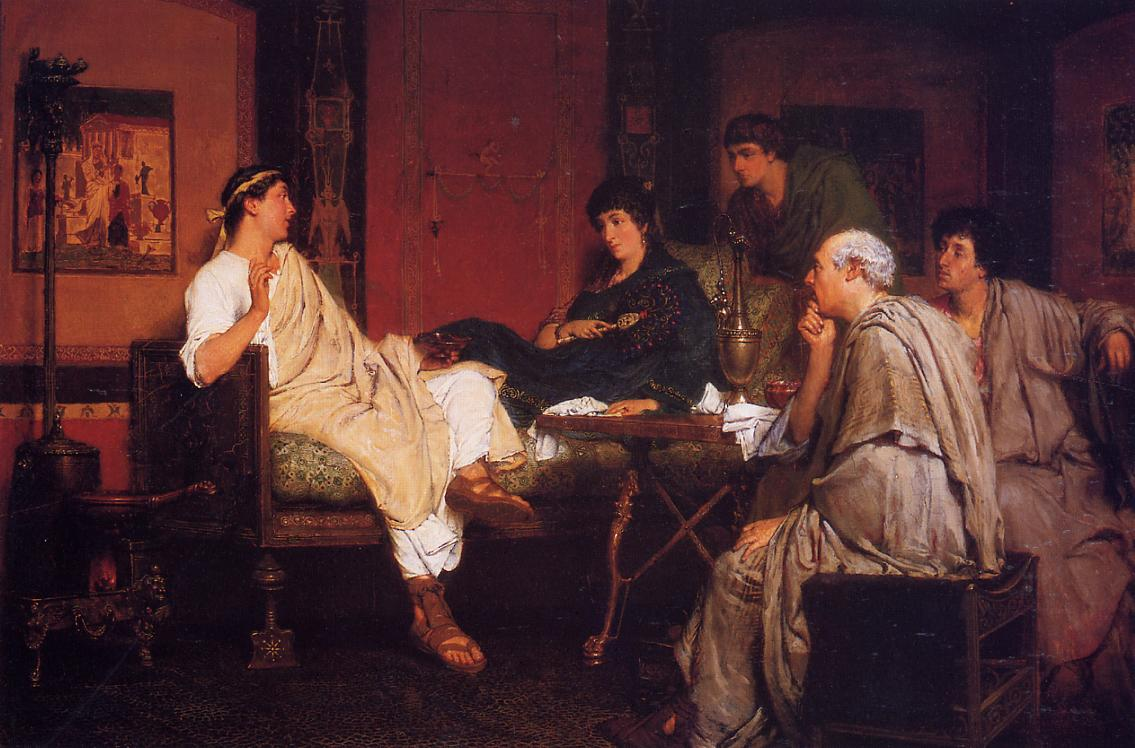
تیبولوس در دلیا اثر لاورنس آلما-تادما

آلبیوس تیبولوس (به انگلیسی: Albius Tibullus؛ با تلفظ: ‎/tɪˈbʌləs/‎؛ حدود ۵۵ تا ۱۹ قبل از میلاد) یک شاعر زبان لاتین و نویسنده سوگواره بود.